# Davidius fujiama
Davidius fujiama – gatunek ważki z rodziny gadziogłówkowatych (Gomphidae). Występuje w Japonii.